# Peter Verbeken
Peter Verbeken, né le 15 avril 1966 à Deinze dans la province de Flandre-Orientale en Belgique, est un ancien coureur cycliste belge, professionnel de 1989 à 1998.

## Biographie
Peter Verbeken totalise 17 victoires dans sa carrière.

## Palmarès
- 1987
  - 3e et 4ea du Tour de la province de Namur
- 1988
  - 2e du Duo normand (avec Bart Leysen)
- 1992
  - 12e étape de la Milk Race
  - 3e de la Milk Race
- 1993
  - Grand Prix Guillaume Tell
  - Côte picarde
- 1994
  - 4e étape du Tour DuPont
  - 6e étape du Regio-Tour
  - 3e du championnat de Belgique sur route
  - 3e du Duo normand (avec Marc Streel)
- 1995
  - Grand Prix Guillaume Tell :
    - Classement général
    - 6e étape
- 1996
  - 3e du Championnat des Flandres
- 1997
  - Flèche hesbignonne
  - 2e de Hasselt-Spa-Hasselt
  - 3e de la Flèche côtière
- 1998
  - Flèche hesbignonne

## Résultats sur les grands tours

### Tour d'Espagne
3 participations
- 1990 : 112e
- 1992 : abandon
- 1993 : 105e